# إيفلين أيرونز
إيفلين جراهام آيرونز (17 يونيو 1900 - 3 أبريل 2000) كانت صحفية اسكتلندية، وهي أول مراسلة حربية يتم تكريمها بفرنسا كروا دي جوير.

## بداية حياتها
ولدت آيرونز في جوفان، غلاسكو لأبوين جوزيف جونز آيرونز، سمسار البورصة، وإديث ماري لاتا أو آيرونز. تخرجت من كلية سومرفيل، أكسفورد.

## حياة مهنية
بدأت مهنة آيرونز في الصحافة في ديلي ميل، حيث كلفها المحرر بصفحة التجميل على الرغم من أنها لم تضع مكياجًا أبدًا. تم فصلها في النهاية لأنها «تبدو غير عصرية». في المساء القياسي، قامت بتحرير صفحات «اهتمامات المرأة»، ولكن عندما اندلعت الحرب العالمية الثانية، أبلغت محرر الأخبار «من الآن فصاعدًا أنا أعمل معك». على الرغم من أن الجنرال مونتغمري اعترض على المراسلات الصحفيات في ساحة المعركة حصلت على دعم الجنرال الفرنسي جان دي لاتري دي تانجي وأصبحت واحدة من أوائل الصحفيين الذين وصلوا إلى باريس المحررة. كانت أول صحفية تصل إلى عش هتلر بعد القبض عليه. بعد التسلق هناك عبر الثلج، ساعدت نفسها في الحصول على زجاجة من «نبيذ الراين الممتاز» لهتلر.
سافر آيرونز إلى الولايات المتحدة في عام 1952 لتغطية الانتخابات الرئاسية واستمر بعد ذلك، واستقر بالقرب من بروستر، نيويورك. في عام 1954، كسرت الحظر الإعلامي على الإطاحة بالرئيس الغواتيمالي جاكوبو أربينز غوزمان من خلال استئجار بغل لنقلها إلى تشيكويمولا بينما انتظر صحفيون آخرون، ممنوعون من عبور الحدود، في حانة في هندوراس. أصبحت أول مراسلة تصل إلى مقر الحكومة المؤقتة. تلقى مراسل لصحيفة منافسة برقية من محرره تأمره بـ «إرسال الحمار إلى الحمار».

## الحياة الشخصية
كانت علاقة آيرونز مع الكاتبة فيتا ساكفيل ويست معروفة - قبل أشهر من وفاتها، وصفها أحد عناوين إيفنينج ستاندرد بأنها «مراسلة الحرب التي حطمت قلب فيتا» - لكن الرومانسية كانت قصيرة.
وفقًا لسيرة حياة فيكتوريا جليندينينج، في عام 1931، ذهبت آيرونز كمحرر لصفحة ديلي ميل للنساء لإجراء مقابلة مع ساكفيل ويست في سيسينغهيرست حيث كانت تصمم وتشكل الحدائق الشهيرة. كان ساكفيل ويست متزوجًا من هارولد نيكولسون (وكان له بالفعل العديد من العلاقات خارج نطاق الزواج، بما في ذلك مع فيوليت تريفوسيس)، بينما كان آيرونز متورطًا مع أوليف ريندر. كما لو أن هذا لم يكن معقدًا بدرجة كافية، أصبح ريندر أيضًا من محبي سكافيل ويست، حيث شكل قائمة طعام خلال عام 1932 والتي انتهت عندما قابلت آيرونز زميلًا صحفيًا، جوي مكسويني.

## جوي مكسويني
جوي مكسويني (1885-1988) صحفي إنجليزي. تزوج مكسويني وطلق مرتين قبل أن يلتقي بآيرونز في حفلة في يوليو 1931. غادرت آيرونز فيتا ساكفيل ويست للبقاء مع ماك سويني؛ وفقًا لسيرة فوكس، كاتب سيرة آيرونز: «لقد كان حبًا من النظرة الأولى. [...] منذ البداية، كان من المفترض أن يكونوا معًا. علاقة هادئة وطبيعية.».
اشترت إيرون وماكسويني كوخ Lodge Hill Cottage، وهو منزل ريفي مدرج من القرن السادس عشر من الدرجة الثانية في ميدمنهام، باكينج هامشير. وجد ماك سويني الكوخ في عام 1935 ودفعت ايرون إلى استئجاره أولاً ثم شرائه. عندما انتقل ماك سويني وآيرونز إلى بروستر، نيويورك، في عام 1952، قاموا بتأجير المنزل الريفي لعدة مستأجرين، بما في ذلك كاتبة كتب الطبخ الأمريكية سيلفيا فون طومسون.
توفي مكسويني في عام 1988، على الرغم من أن أحد المصادر أفاد في عام 1978.
قصائد الحب لساكفيل ويست عام 1931 موجهة إلى آيرونز، على الرغم من عدم نشر «القصائد الأكثر إثارة». بقي آيرونز وساكفيل ويست صديقين مدى الحياة و «يتجاوبان بحرارة».
في عام 1935، فازت آيرونز بميدالية ستانهوب الذهبية لجمعية الرفق بالحيوان الملكية «لأشجع عمل في عام 1935». لقد أنقذت امرأة من الغرق في ظل ظروف شجاعة للغاية في شاطئ تريسايث، كارديغانشاير. كانت هذه هي المرة الأولى التي تُمنح فيها الميدالية لامرأة.
عاشت آيرونز وماكسويني معًا حتى وفاة مكسويني في عام 1978. ماتت آيرونز في بروستر، نيويورك، في 3 أبريل 2000، عن عمر يناهز 99 عامًا، أي قبل شهرين من عيد ميلادها المائة.

## فهرس
جليندينينج، فيكتوريا. فيتا: حياة ف.ساكفيل ويست. Weidenfeld & Nicolson، 1983.